# Liu Shih-kun
Liu Shih-kun (en chinois 刘诗昆) est un pianiste chinois né à Tianjin le 8 mars 1939.
En 1956, Liu Shih-kun décroche le troisième prix du Concours international de piano Franz Liszt en Hongrie. Deux ans plus tard, il remporte le deuxième prix à la première édition du Concours international de piano Tchaikovsky à Moscou. Il quitte la Chine pour se perfectionner au Conservatoire de Moscou auprès de Samouïl Feinberg. Lors de la révolution culturelle en république populaire de Chine, il est pourchassé, arrêté, martyrisé et emprisonné pendant six ans.